# Tempo de Cura
Tempo de Cura é o terceiro álbum ao vivo da cantora brasileira Ludmila Ferber, lançado no final de 2003 pela gravadora Kairós Music. É o terceiro trabalho da série Adoração Profética e em comparação aos trabalhos anteriores apresenta vocais mais fortes e ritmos diversificados. Também foi lançado em DVD.

## Antecedentes
Nos últimos três anos, Ludmila Ferber começou a desenvolver a série Adoração Profética, cujos primeiros títulos foram Os Sonhos de Deus (2000) e Unção sem Limites (2002). A cantora seguia uma rotina de lançamentos de um a dois álbuns por ano, o que caracterizou um dos períodos mais produtivos da carreira da artista.

## Lançamento e recepção
| Críticas profissionais | Críticas profissionais |
| Avaliações da crítica  | Avaliações da crítica  |
| Fonte                  | Avaliação              |
| ---------------------- | ---------------------- |
| Super Gospel           | (favorável).           |

Tempo de Cura foi lançado em 2003 pelo selo Kairós Music. O álbum recebeu uma avaliação favorável de Georgeton Leal publicada pelo Super Gospel. No texto, o autor argumenta que, em comparação aos anteriores da série Adoração Profética, o álbum apresenta "mais potência na produção musical: variando os estilos, mas não fugindo da estética que sempre caracterizou a linha das canções".
Com o álbum, Ferber recebeu indicações ao Troféu Talento de 2004. Tempo de Cura foi indicado nas categorias Álbum do ano, Álbum adoração e louvor e Álbum ao vivo.

## Faixas
Todas as composições são de Ludmila Ferber.
1. "Que Som é Esse"
2. "Tenha Bom Ânimo"
3. "Dispõe-Te, Resplandece"
4. "Redime e Sara"
5. "Tudo Posso"
6. "Bendize, Ó Minh'alma"
7. "Tempo de Cura"
8. "A Decisão"
9. "Vem me Saciar"
10. "Eu Amo, Senhor"
11. "Sobrenatural"